# فکری الما
فکری آلما (انگلیسی: Fikri Elma؛ ۱ ژانویه ۱۹۳۴ – ۱۵ نوامبر ۱۹۹۹ (aged 63)) بازیکن فوتبال اهل ترکیه بود.
وی همچنین در تیم ملی فوتبال جوانان ترکیه بازی کرده‌است.